# ریشار ویپونتو
ریشار ویپونتو (فرانسوی: Richard Villepontoux‎) دوچرخه‌سوار اهل فرانسه است. وی در بازی‌های المپیک تابستانی ۱۹۰۸ شرکت کرده است.